# Graellsia saxifragifolia
Graellsia saxifragifolia är en korsblommig växtart som först beskrevs av Dc., och fick sitt nu gällande namn av Pierre Edmond Boissier. Graellsia saxifragifolia ingår i släktet Graellsia och familjen korsblommiga växter.

## Underarter
Arten delas in i följande underarter:
- G. s. longistyla
- G. s. saxifragifolia